# 耳唇兰
耳唇兰（学名：Otochilus porrectus）为兰科耳唇兰属下的一个植物种。分布于印度、缅甸、尼泊尔、泰国、越南，以及中国的云南和西藏。